# Óscar Chávez
Óscar Chávez (Città del Messico, 20 marzo 1935 – Città del Messico, 30 aprile 2020) è stato un cantante e attore messicano.

## Biografia
Esponente del canto nuevo, fu uno dei massimi interpreti della canzone di protesta nell'area ispanoamericana. Incise un gran numero di album e fu attore in diverse produzioni cinematografiche.
Morì nel 2020, a 85 anni, vittima di complicazioni da COVID-19.

## Discografia
- Herencia Lírica Mexicana Vol. 1 (1963)
- Herencia Lírica Mexicana Vol. 2 (1966)
- Los Caifanes (1967)
- Herencia Lírica Mexicana Vol. 3 (1968)
- Un trovero llamado Óscar (1968)
- De la Película "La Generala". Óscar Chávez canta sus propias canciones (1970)
- Latinoamérica canta Vol. I. El Jicote. (1970)
- Latinoamérica canta Vol. II. El Ahuizote ¡Enjaulado! (1971)
- La Llorona (1972)
- Versos sencillos cantados por Óscar Chávez (1972)
- Expresiones (1973)
- Los grandes artistas. En vivo desde Bellas Artes (1973)
- Mariguana (1973)
- Añoranzas mexicanas Vol. 2 (En colaboración con Tehua) (1974)
- Regeneración. Latinoamérica sigue (1974)
- Cuentos de Navidad (1975)
- Parodias políticas (1975)
- Tropicanías Vol. 1 (1975)
- Casi todos con Óscar Chávez (1976)
- Óscar Chávez interpreta canciones originales de Rafael Elizondo. (1976)
- Añoranzas mexicanas Vol. 5 (Con Tehua) (1977)
- Latinoamérica canta vol. 4 (1977)
- Parodias políticas Vol. 3 (1977)
- Guerrero (1978)
- Nicaragua vencerá (1979)
- En el border (1980)
- Óscar interpreta a Chávez (1980)
- Parodias políticas Vol. 4 (1981)
- Parodias políticas Vol. 5 (1982)
- 16 éxitos de oro (1983)
- Tropicanías vol. 2 (1983)
- En el Teatro de la Ciudad Vol. 1 y 2 (1984)
- Lírica infantil mexicana, vol. 1, 2, y 3 (Con los Hermanos Rincón) (1985)
- Amorosas, Divertidas y Horrorosísimas Canciones de la Calaca Flaca (1986)
- Aquellas canciones de los Martínez Gil (1986)
- Décimas Topadas (Con Guillermo Velázquez) (1986)
- Y la canción se hizo... Calavera (1986)
- 16 éxitos, vol. 2 (1987)
- 25 años con el canto, Vol. 1, 2 y 3 (En vivo) (1988)
- El pueblo y el mal gobierno (Con Guillermo Velázquez) (1988)
- Que cante Óscar Chávez parodias políticas y otras yerbas, Vol. 1 y 2. (En vivo) (1988)
- Navidad Mexicana (1991)
- 30 años con Óscar Chávez en Bellas Artes (En vivo) (1992)
- Fuera del Mundo, Óscar Chávez le canta a la Capital, vol. 1 y 2 (En vivo) (1992)
- El Caifán (En vivo) (1993)
- Cantos ferrocarrileros (1995)
- Encerrona Vol. 1, 2, 3 y 4 (1995)
- Latinoamor (1995)
- México 68 Vol. 1 y 2 (1995)
- Con Mariachi, canciones de Guanajuato (En vivo desde el Festival Internacional Cervantino) (1995)